# Swindon railway works

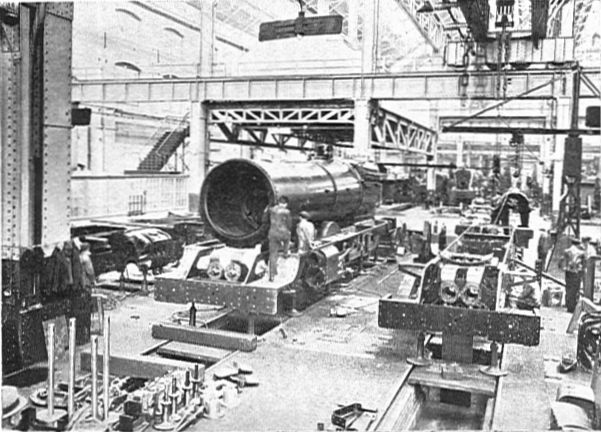
Officine di Swindon nel 1928

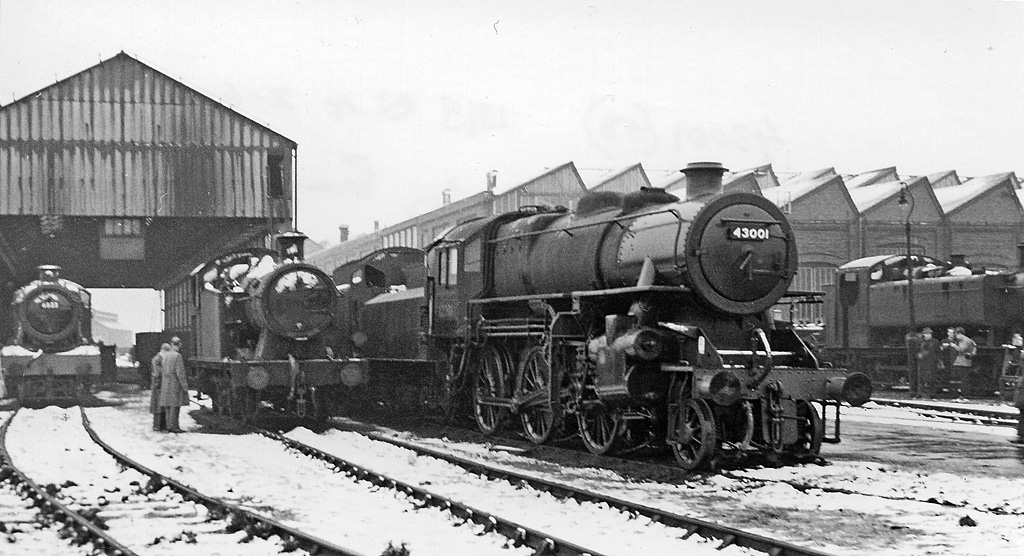
Le officine di Swindon in piena attività nel 1964

Swindon railway works (in italiano Officine ferroviarie di Swindon) è il nome con cui vennero designate le officine di costruzione e manutenzione dei rotabili della compagnia ferroviaria inglese Great Western Railway.

## Storia
Le officine nacquero per iniziativa della Great Western Railway nel 1841 a Swindon, città della contea inglese di Wiltshire, allo scopo di produrre in proprio le locomotive a vapore a scartamento largo (2.140 mm) necessarie per la propria attività ferroviaria e divennero uno dei maggiori centri di produzione del paese. A partire dal 1854 la GWR iniziò la produzione di locomotive a scartamento normale (1.435 mm) convertendo gradualmente la sua produzione.
La produzione di nuove locomotive a Swindon ebbe termine nel 1965 con la costruzione delle locomotive diesel-idrauliche Locomotiva Classe 14. Continuò invece l'attività di riparazione e manutenzione delle locomotive e dei rotabili in genere. Le officine chiusero definitivamente nel 1986 e gli edifici vennero alienati. Un edificio venne destinato ad ospitare lo Swindon Steam Railway Museum dedicato alla Great Western Railway. Le altre sezioni hanno avute diverse destinazioni di uso.